# Vaktelbärljung
Vaktelbärljung (Gaultheria x wisleyensis) är en buske i släktet vaktelbär och familjen ljungväxter. Den förekommer enbart som kultiverad växt och finns att köpa från England.